# Gottfried Heinrich Stölzel
Gottfried Heinrich Stölzel est un maître de chapelle, compositeur et théoricien de la musique allemand, né à Grünstädtel le 13 janvier 1690 et mort à Gotha le 27 novembre 1749.

## Biographie
Il fut étudiant en théologie à Leipzig à partir de 1707 et eut comme professeur Melchior Hoffmann, directeur musical de la Neukirche. Il étudia et composa également à Breslau et Halle et effectua un séjour de 18 mois en Italie à partir de 1713 où il rencontra Antonio Vivaldi à Venise. Il travailla ensuite trois années à Prague puis s'installa à partir de 1720 à la cour de Saxe-Gotha où il travailla jusqu'à sa mort au service des ducs Frederick II et Frederik III pour lesquels il composait hebdomadairement une cantate.
Son successeur à Gotha comme maître de chapelle fut Georg Benda.

## Œuvres
Les conditions de conservation exécrables de ses manuscrits, qui ne furent jamais imprimés et subirent divers dommages causés par l'humidité et l'appétit des rats, sont la cause de l'une des plus importantes pertes de la musique baroque : sur les 80 suites pour orchestre composées par Gottfried Heinrich Stölzel, aucune ne survécut. D'un corpus qui devait comprendre plusieurs centaines de compositions, seule une faible portion nous est parvenue. Il jouissait pourtant à l'époque d'une excellente réputation, Lorenz Christoph Mizler l'estimant même à l'égal de son contemporain Jean-Sébastien Bach.[réf. nécessaire]. Ce dernier avait d'ailleurs inclus une suite de Stölzel dans le petit livre de pièces pour le clavecin destiné à son premier fils, Wilhelm Friedemann.
La composition la plus connue de Stölzel est probablement l'aria Bist du bei mir longtemps attribuée à Jean-Sébastien Bach (BWV 508) puisqu'elle figure sans attribution dans le Petit livre pour clavier (Clavier-Büchlein) d'Anna Magdalena Bach de 1725. Cette aria est tirée de l'opéra Diomedes oder die triumphierende Unschuld (« Diomède, ou l'innocence triomphante ») qui fut créé en 1718 à Bayreuth. La partition de cet opéra, longtemps considérée comme perdue, a été retrouvée en 2000 au conservatoire de Kiev.
Ses œuvres les plus importantes sont quatre concerti grossi, plusieurs sinfonias et un concerto pour hautbois d'amour. Il écrivit également quatre opéras, deux oratorios et douze cycles complets de cantates ainsi que 500 cantates sur des textes profanes qui tous ont disparu. On redécouvre actuellement sa Passion, « Der für die Sünde der Welt gemarterte und sterbende Jesus » (« Jésus martyrisé et mourant pour les péchés du monde »), basée sur le livret de Barthold Heinrich Brockes (1712) que Stölzel modifie, en particulier par l'adjonction de chorals chantés par l'assemblée (cf. Passion selon Brockes).